# Dictature de la Révolution argentine
1966–1973
Entités précédentes :
- République argentine

Entités suivantes :
- République argentine

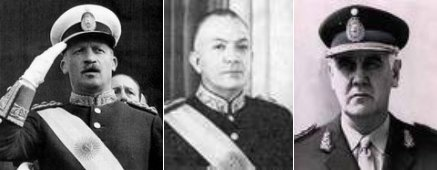
Les généraux Juan Carlos Onganía, Marcelo Levingston et Alejandro Lanusse, les trois dictateurs successifs de la « Révolution argentine ».

La « Révolution argentine » (1966-1973) est le nom officiel de la dictature militaire instaurée par le coup d'État du 28 juin 1966 qui renverse le président Arturo Illia (UCRI), élu en 1963.
Le putsch a été mené par le général Juan Carlos Onganía, qui dirige la junte jusqu'en juin 1970, avant d'être lui-même poussé vers la sortie par l'armée et remplacé par le général Roberto Marcelo Levingston, qui décide d'approfondir la « Révolution argentine ». Il est à son tour destitué moins d'un an plus tard et remplacé par le général Alejandro Lanusse, qui tentera de sauver le régime par une timide ouverture politique, dite du « Grand accord national », qui débouche in fine sur la convocation des élections de mars 1973, premières élections véritablement démocratiques depuis celles de 1946.

## L'« Acte de la Révolution argentine »

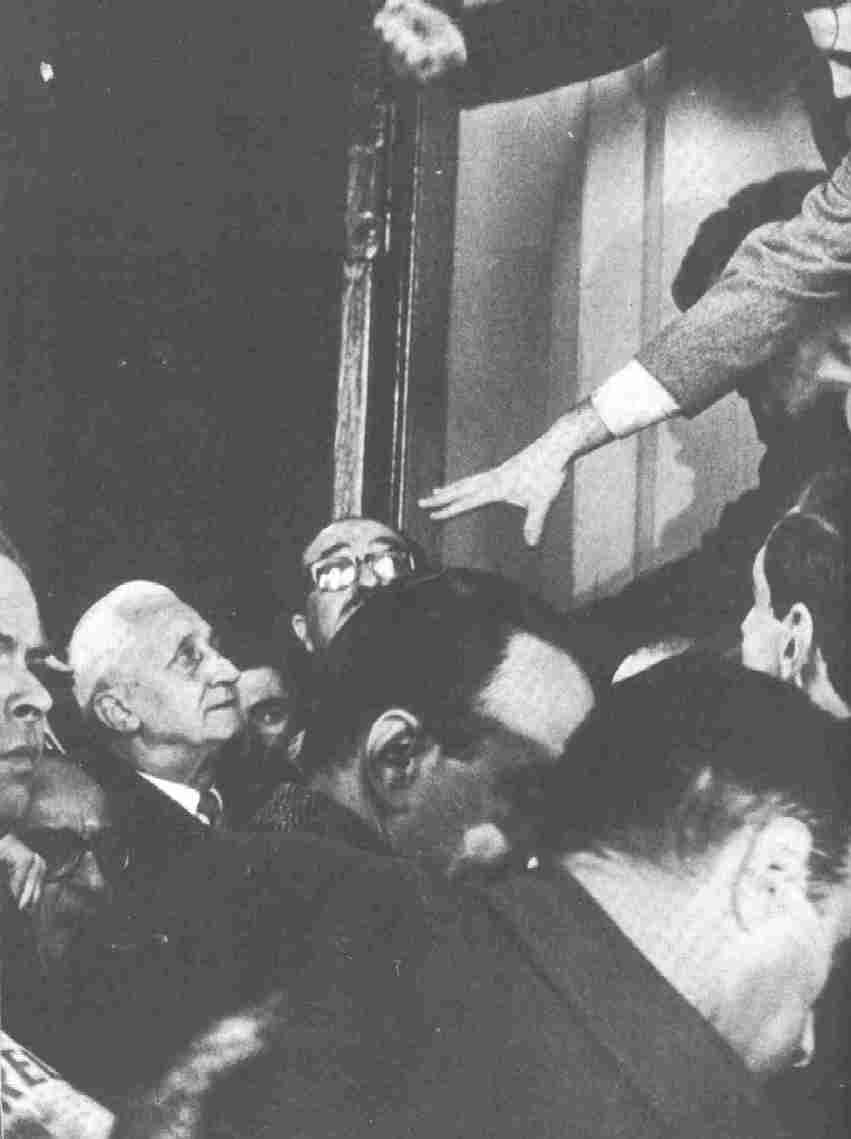
Le président Arturo Illia abandonnant la Casa Rosada après le coup d'État.

Le coup d'État est officialisé dans l'Acta de la Revolución Argentina du 28 juin 1966. Signé par les commandants en chef des trois forces armées, le lieutenant-général Pascual A. Pistarini, l'amiral Benigno I. Varela, et le commandant de l'aviation, le brigadier-major Teodoro Álvarez, l'« Acte de la Révolution argentine » constitue la junte militaire qui destitue le président et les gouverneurs de province ainsi que les membres de la Cour suprême et le procureur général, nomme à ces postes de nouveaux titulaires qui devront prêter serment de fidélité au régime, dissout le Congrès national et les représentations provinciales ainsi que les partis politiques et remet le pouvoir entre les mains du lieutenant-général Juan Carlos Onganía, nommé « président de la République », qui concentre entre ses mains les pouvoirs exécutif et législatif, L'Acte du 28 juin justifie le putsch au vu de la mauvaise gestion du gouvernement d'Illia, qui aurait provoqué :
«  la rupture de l'unité spirituelle du peuple argentin, la généralisation de la démoralisation et du scepticisme, l'apathie et la perte du sentiment national, la détérioration chronique de la vie économique et financière, la faillite du principe d'autorité et l'absence d'ordre et de discipline qui se traduisent en des perturbations sociales frondeuses et en la méconnaissance notoire du droit et de la justice. Tout ceci a créé les conditions propices pour une pénétration marxiste subtile et agressive dans tous les domaines de la vie nationale, et suscité un climat favorable aux débordements extrémistes qui menacent d'exposer la Nation à la défaite devant l'avancée du péril collectiviste. »
Par ailleurs, un « Statut de la Révolution argentine » est promulgué, ayant même valeur juridique que la Constitution.

## L'idéologie technocratique et national-catholique de la dictature

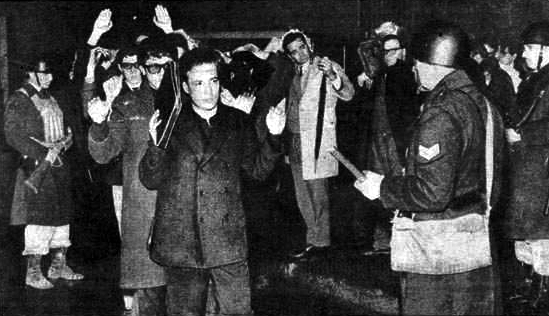
La (29 juillet 1966): fin de l'autonomie universitaire.

Influencée par le national-catholicisme , la dictature tente de « moderniser » et de « rationaliser » le pays tout en interdisant les partis politiques, espérant ainsi résoudre le problème de l'instabilité politique du pays, permanente depuis la proscription du péronisme par la « Révolution libératrice » de 1955 : le coup d'État qui avait déposé le général Juan Perón. Durant toutes ces années, Perón, exilé à Madrid, et l'armée argentine sont demeurés les arbitres ultimes du jeu politique.
Par ailleurs, le régime tente de réformer la société en promouvant la « civilisation occidentale et chrétienne », s'opposant à l'évolution culturelle des jeunes et de la classe moyenne, dont elle considère, sous l'influence de théologiens intégristes (dont la Cité catholique), qu'elle ouvre la voie au « communisme athée » . L'idéologue Jordán Bruno Genta (1919-1974), influent auprès des cercles militaires, affirmait ainsi, dans La Guerre contre-révolutionnaire (1964), que:
« La doctrine et la pratique communiste n'est rien d'autre que le libéralisme moderne, poussé à ses conséquences ultimes dans le rejet de l'ordre occidental chrétien. Par conséquent, on ne peut pas séparer le communisme du libéralisme. »

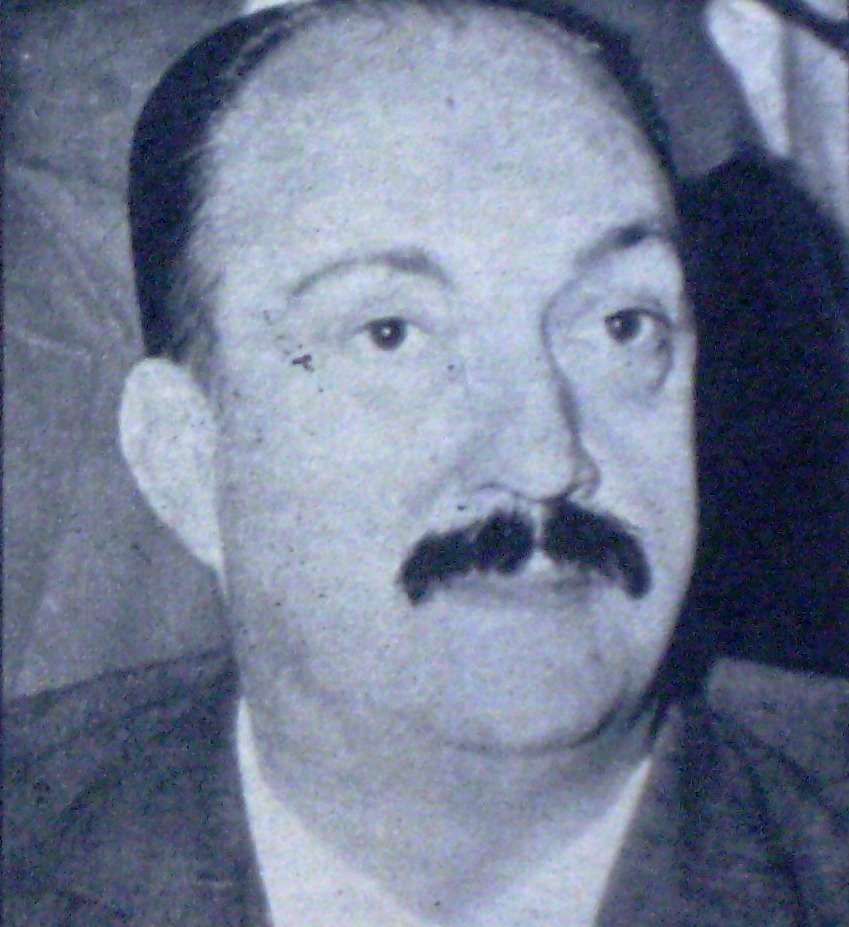
, ex-ministre de l'Intérieur de José María Guido en 1962-63, nommé sous-chef de l'état-major par Arturo Illia, puis secrétaire du Conseil de sécurité nationale en 1968.

Cette approche intégriste sera reprise par la dictature de 1976-1983 .
Par ailleurs, la « Révolution argentine » a été qualifiée d'« État bureaucratico-autoritaire » par le politologue Guillermo O'Donnell (1982), qui désigne par là le type de régime apparu au Brésil avec le coup d'État de 1964, ainsi qu'en Uruguay avec celui de juin 1973 et au Chili avec celui de Pinochet. Tous ont en effet en commun le rôle prééminent des forces armées qui prétendent réorganiser la société selon des critères technocratiques et évacuer définitivement le multipartisme et le pluralisme politique, accusés de conduire à la décadence. En cela, les forces armées ont été influencées par la « doctrine de sécurité nationale » promue par le Pentagone dans le cadre de la guerre froide contre le Bloc de l'Est .
En outre, et cela caractérise également ce type de régime, contrairement aux coups d'État précédents, l'armée ne vise pas ici à intervenir temporairement sur la scène politique de façon à rétablir un ordre qu'elle estimerait menacé, inaugurant une période de transition à la suite de laquelle elle rendrait le pouvoir aux civils une fois le « péril » écarté. Au contraire, elle conçoit le régime militaire comme permanent et comme une fin en soi, se présentant comme seul acteur légitime du champ politique et héraut d'une véritable « révolution » qui purifierait la société des scories de la démocratie libérale, remplacée par un projet de type corporatiste. L'état de siège est maintenu en permanence, les droits civiques et sociaux et les libertés suspendus (liberté de réunion, d'expression etc.), la censure permanente (ainsi la loi no 16 940, « Idéologie communiste : communication postale », préparée par le Conseil de sécurité nationale et promulguée le 18 octobre 1966, autorise l'ouverture de tout courrier et la saisie des courriers « subversifs » et de toute représentation « immorale », littéraire ou graphique).
Selon un témoignage de 2010 d'un sous-officier retraité de l'armée, Roberto Francisco Reyes, l'armée américaine, en particulier des unités des Rangers, ont entraîné 200 soldats argentins à Salta en 1967, leur enseignant l'usage de la torture (dont celle de la gégène et de plusieurs techniques d'asphyxie) .

## La mise au pas de l'Université et la «moralisation» de la société

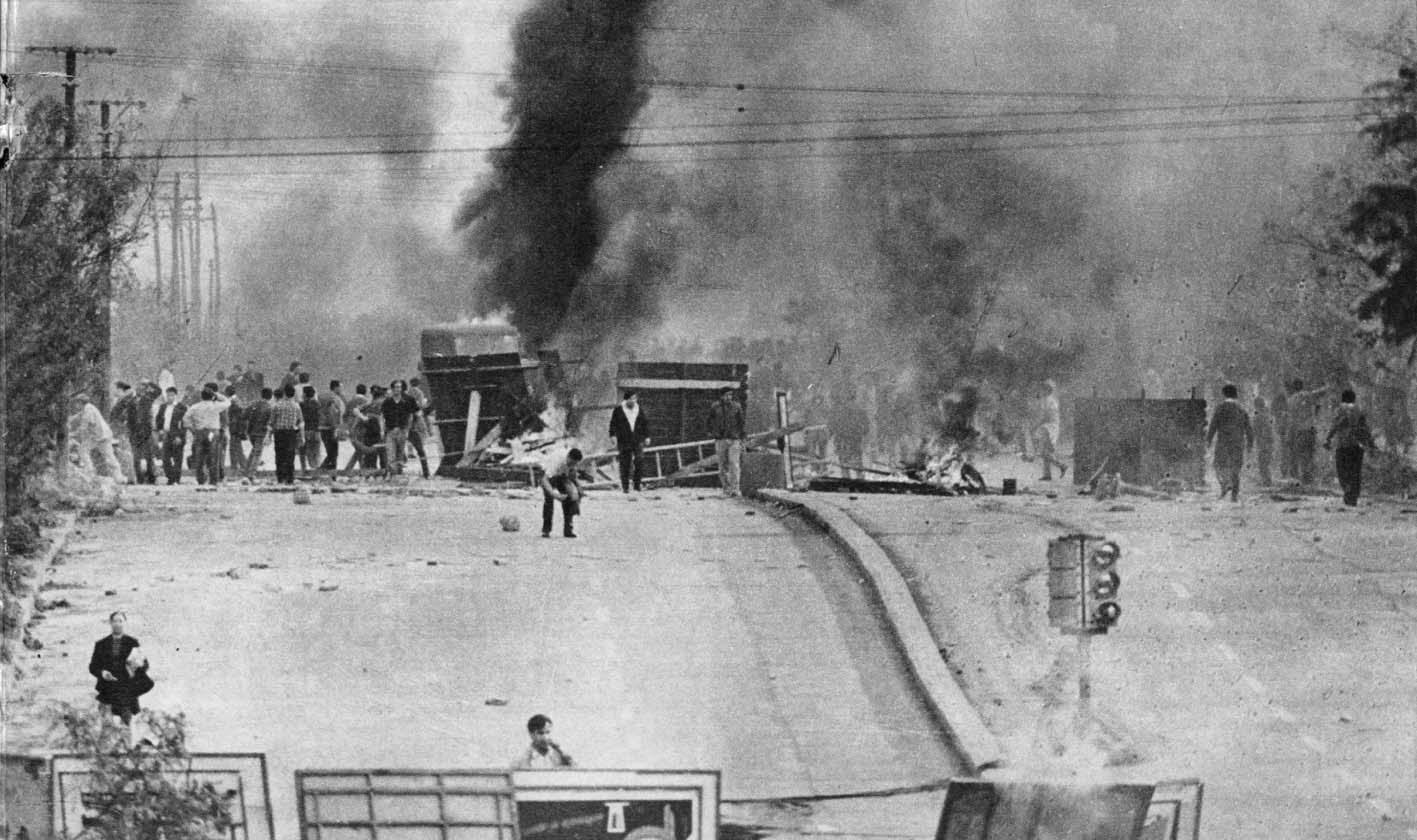
Le Cordobazo, soulèvement populaire de mai 1969 à Córdoba.

Dès son arrivée au pouvoir, le général Onganía met au pas l'Université, revenant sur la participation des étudiants à la gestion universitaire et, en général, sur tous les acquis de la réforme universitaire de 1918 tandis que la Fédération universitaire argentine est dissoute (loi no 16 912 du 29 juillet 1966  et loi du 24 avril 1967 ). Le secrétaire d'État à l'Éducation déclare alors vouloir « mettre la jeunesse à l'abri d'un plan communiste visant toute l'Amérique latine » par ces mesures autoritaires. Avec la Nuit des Longs Bâtons de juillet 1966, la répression provoque l'exil de 301 professeurs universitaires, dont Manuel Sadosky, Tulio Halperín Donghi, Sergio Bagú et Risieri Frondizi.
Par ailleurs, alors que la libération sexuelle bouleverse la société, que le rock argentin émerge timidement et que le nouveau cinéma fait son apparition, Onganía renforce l'ordre moral, interdisant les minijupes, les cheveux longs et tout mouvement d'avant-garde culturelle, fermant les cafés-concerts accusés d'être des repaires de « subversifs », etc., ce qui provoquera en retour la radicalisation des classes moyennes dont les enfants fournissent l'essentiel des effectifs de l'Université  (la population étudiante est passée de 137 000 en 1958 à plus de 240 000 en 1967). Des campagnes de moralisation de la société sont lancées, menées par les chefs de la police le colonel Enrique Green et Luis Margaride (futur chef de la police provinciale de Buenos Aires en 1974) . Celles-ci généralisaient l'expérience précédente lancée d'octobre 1960 à mai 1961 par Margaride sous Arturo Frondizi. Un éditorial de La Nación explique ainsi que « l'immoralité est l'un des visages montré par le communisme, en particulier auprès des jeunes » . Le colonel Green déclare que « les magazines pornographiques (...) sont la base de la pénétration communiste auprès de la jeunesse » , et saisit ainsi les exemplaires de Playboy .
La répression s'aggrave avec la loi no 17 401 d'août 1967, « Communisme: règles de la répression », préparée par le Conseil de sécurité nationale. Celle-ci permet l'emprisonnement (1 à 8 ans) de toute personne jugée coupable de propagande communiste et d'interdire à tout « communiste » l'exercice de quelque responsabilité que ce soit (édition, enseignement, syndicalisme, travail dans la fonction publique, etc.) . D'autres lois spécifiques permettant la censure sont promulguées (no 17 741 et 18 019 de mai et décembre 1968), puis Onganía institue en février 1970 le Conseil national de la radio et de la télévision (CONART) chargé de contrôler les médias (ancêtre du Comité Federal de Radiodifusión (es) créé en 1980 et abrogé par la loi no 26 522 de 2009).
Toute représentation qui affecte, aux yeux de l'armée, la moralité, le mariage, etc., en justifiant l'adultère, l'avortement, la prostitution, le crime, la perversion, etc., est prohibée : cinq minutes de Blow-Up d'Antonioni, coupables d'érotisme, sont ainsi coupées; l'opéra Bomarzo (opéra) d'Alberto Ginastera, « obsédé par le sexe, la violence et l'hallucination », est interdit. La fréquentation moyenne des cinémas passe de 7,2 films par personne et par an en 1960 à 2 films en 1970.

## Le remaniement ministériel de janvier 1967: la politique économique de Krieger Vasena
Fin 1966, rien n'a encore été accompli dans le champ économique en raison des désaccords internes de l'armée . Confronté au mécontentement croissant de la population devant la croisade conservatrice mise en place, Onganía opère un remaniement ministériel début janvier 1967, nommant ministre de l'Économie Krieger Vasena, qui avait eu le même rôle sous la dictature d'Aramburu en 1957-58. Seuls deux ministres de ce nouveau gouvernement n'appartiennent pas à l'Ateneo de la República, une organisation nationale-catholique fortement influencée par le fascisme italien et la Phalange espagnole.
Onganía révoque les mesures de nationalisation et de contrôle des capitaux du gouvernement Illia, contient l'inflation par le gel des salaires et dévalue de plus de 40 % le peso. L'inflation baisse ainsi à moins de 10 % en 1968, et 6,7 % en 1969. Il s'éloigne cependant de l'orthodoxie libérale pure en maintenant l'activité industrielle par des travaux publics, ainsi qu'en établissant un programme corporatiste, expérimenté en particulier par le gouverneur de Córdoba Carlos Caballero, l'un des bras droits du prêtre intégriste Georges Grasset (de la Cité catholique) . Les exportations se maintiennent à un niveau élevé mais le secteur agricole est touché par la suppression des mesures protectionnistes. Il fait voter une loi d'arbitrage obligatoire des conflits du travail qui suspend le droit de grève. L'âge de la retraite est reculé, et d'autres mesures réactionnaires sont prises concernant le droit du travail.
Cherchant à isoler le péronisme à travers un projet corporatiste qui recueillerait les faveurs des syndicalistes les plus modérés (CGT d'Augusto Vandor, qui s'essaye à développer un « péronisme sans Perón », et courant « participationniste » de José Alonso), Onganía tente de maintenir la participation des différents secteurs du pays dans son gouvernement grâce à des comités consultatifs dans certains domaines de la politique industrielle et économique. Cette politique, sans résultats satisfaisants pour la classe ouvrière, et qui déçoit les espérances populaires concernant le retour d'un Perón idéalisé, provoque en 1968 la scission de la CGTA, menée par le graphiste Raimundo Ongaro, ainsi que la radicalisation des Jeunesses péronistes.

## La destitution de l'état-major (mai 1968) et l'apparition des guérillas
En mai 1968, pressentant des velléités putschistes, Onganía destitue l'état-major, remplaçant ainsi Julio Alsogaray par Alejandro Lanusse, Benigno Varela par Pedro Gnavi et Adolfo Alvarez par Jorge Martínez Zuviría. Un an plus tard, son règne est sévèrement ébranlé par le Cordobazo (mai 1969), soulèvement spontané dans la ville de Córdoba, bientôt imité à travers le pays (Rosariazo, etc.). En juin 1969, au moment de la visite de Nelson Rockefeller envoyé par Nixon, Onganía remplacea Krieger Vasena par le technocrate Dagnino Pastore, qui ne parvient pas à contenir la hausse importante des prix. En décembre 1969, le Mouvement des prêtres pour le Tiers-monde implore sans succès Onganía de mettre fin à son plan d'éradication urbanistique des villas miserias (bidonvilles).
C'est dans ce climat de crise que des organisations armées font leur apparition, luttant contre la dictature : foco éphémère des Forces armées péronistes à Taco Ralo (Tucumán) en septembre 1968, suivi de l'attaque du commissariat de Villa Piolín du 6 janvier 1970 au cours de laquelle les FAP diffusent la Marche péroniste et distribuent aux enfants du bidonville des jouets « expropriés »; première action publique des FAL en mars 1970, qui enlèvent le consul du Paraguay accusé d'être un agent de la CIA ; enlèvement du général Pedro E. Aramburu le 29 mai 1970, première action revendiquée par les Montoneros, péronistes catholiques nationalistes de gauche.
Responsables entre mai 1969 et mai 1971 d'environ 300 vols de banques et autres actions directes visant essentiellement à ridiculiser le régime ainsi que, selon le gouvernement, de trois enlèvements (dont Aramburu et, en mai 1971, le consul britannique Stanley Sylvester, responsable de Swift & Cie à Rosario, par l'ERP, qui le libère après un certain nombre de garanties sociales octroyées par la compagnie frigorifique) et trois assassinats (le général Juan Carlos Sánchez, commandant du IIe corps de l'armée, assassiné le 10 avril 1972 par l'ERP et les FAR ), celles-ci ont pourtant du mal à s'implanter véritablement, les Montoneros ne prenant véritablement de l'importance qu'en 1972 et les enlèvements se multipliant (Oberdan Sallustro (es), directeur de la FIAT, enlevé en avril 1972 puis tué lors d'un échange de tirs; il fut alors remplacé par Luchino Revelli-Beaumont, etc.).
Les divers mouvements de la Jeunesse péroniste se structurent alors, prenant une importance grandissante au sein du péronisme et s'opposant à la droite péroniste (ou « bureaucratie syndicale ») qui avait accepté de négocier avec la dictature.

## L'échec du projet militaire

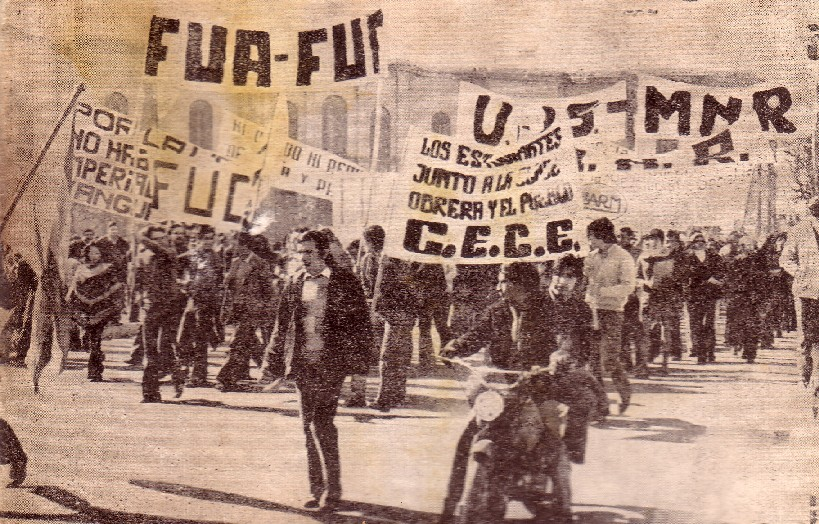
Manifestation de la Fédération universitaire argentine dans les années 1970.

L'échec patent du projet de « Révolution argentine », illustré par une crise économique aggravée et l'intensification conséquente de la contestation sociale et politique, inaugurée par le Cordobazo de mai 1969 et poursuivie lors de la visite du gouverneur de New York Nelson Rockefeller en juin 1969, finit par contraindre l'armée à organiser des élections. Elle tente cependant d'abord de sauver son projet, la junte dirigée par Lanusse, Gnavi et Rey remplaçant Onganía par Levingston, simple attaché militaire à Washington, en juin 1970, un an après le soulèvement spontané de Córdoba.
Levingston nomme Carlos Moyano Llerena à l'Économie, le général de brigade Eduardo McLoughlin à l'Intérieur et Luis Maria de Pablo Pardo au secrétariat d'État. Revenant à la politique de Krieger Vasena, il dévalue le 18 juin 1970 le peso de 12,5 %  et favorise les investissements étrangers. Le coût de la vie augmente de plus de 20 % en 1970, tandis que la balance commerciale est déficitaire de 100 millions de dollars début 1971. Les réserves, qui dépassaient le milliard de dollar en 1968, tombent à 300 millions de dollars (1971) .
Toutefois, l'approfondissement du projet « révolutionnaire » des militaires échoue, provoquant l'inconcevable, à savoir l'union du radicalisme et du péronisme dans l'alliance dite de l'« Heure du peuple » (novembre 1970), l'ex-président Ricardo Balbín (UCRP) appelant conjointement avec son vieil ennemi, le général Perón, à l'organisation d'élections libres.

Juan Cedrón, parlant du massacre de Trelew (22 août 1972): Pour moi, la Cantate, Trelew, c’est Los Fusilamentos de la Moncloa. (de Goya).

L'union de ces forces politiques antagonistes contre l'armée contraint celle-ci à remplacer Levingston par Lanusse à la suite d'une tentative du président de se débarrasser de la junte, tandis qu'Arturo Mor Roig (UCRP) est appelé au ministère de l'Intérieur afin d'organiser l'ouverture politique annoncée sous le nom de « Grand Accord National » le 1er mai 1971. Lanusse négocie avec Perón et autorise à nouveau, progressivement, les partis (loi organique sur les partis du 1er juillet 1971), dont le Parti justicialiste interdit depuis 1955, puis convoque en juillet 1972 des élections. Toutefois, dans le même temps il réprime durement les mouvements sociaux et n'hésite pas à faire usage du terrorisme d'État (massacre de Trelew en août 1972 : des prisonniers politiques qui s'étaient rendus après une spectaculaire évasion sont assassinés la nuit),. Les premières disparitions forcées ont aussi lieu (Juan Pablo Maestre et son épouse, ainsi que le couple Verd, tous des FAR, en juillet 1971; Luis Pujals de l'ERP en août 1971, etc.).
Lanusse fait également quelques concessions au mouvement ouvrier en levant le blocage des salaires, mais l'augmentation qui s'ensuit est immédiatement grignotée par l'inflation. Dans le Grand Buenos Aires, le chômage passe de 4,8 % en 1970 à 7,4 % en 1972, selon des statistiques officielles qui le sous-estiment pourtant largement. Dans la province de Tucuman, caractérisée par la monoculture sucrière et la surproduction, il atteint 12 % en 1972, la dictature n'ayant lancé un plan de reconversion industrielle qu'après avoir fermé de force plusieurs usines.
La figure de Perón en exil, reconnue comme « leader mythique » par Lanusse lui-même , a réussi à cristalliser les espérances des classes moyennes et des étudiants qui s'ajoutent aux péronistes de la première heure (syndicats et classes populaires). Les groupes de la Jeunesse péroniste ont adopté des idées révolutionnaires, influencés par le succès de la Révolution cubaine (1959)  : si dans les années 1950 la jeunesse étudiante était plutôt de droite voire d'extrême-droite (Mouvement nationaliste Tacuara), sa composition a changé avec l'entrée massive des classes moyennes sur les bancs de l'Université.

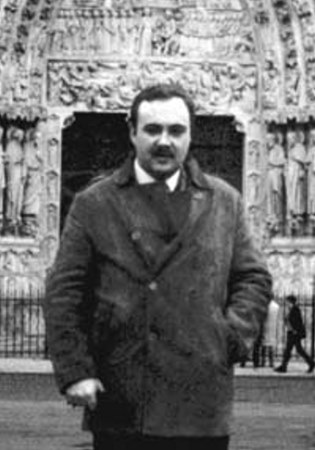
José « Joe » Baxter (1940-1973), militant nationaliste de droite qui finit par rejoindre d'abord le péronisme de gauche, puis le trotskisme.

Perón souffle ainsi le chaud et le froid, appelant la CGT à la grève générale (29 septembre 1971) afin de mettre la pression sur la dictature ainsi que sur la droite péroniste, puis remplaçant en novembre 1971 son délégué en Argentine, Jorge Rafael Paladino, par Héctor J. Cámpora, proche de la gauche péroniste, et favorisant ainsi les secteurs les plus intransigeants envers la dictature. Par ailleurs, il rénove complètement la direction du Conseil supérieur justicialiste le 27 novembre 1971, en y faisant rentrer Rodolfo Galimberti (es), cofondateur de la Juventud Argentina para la Emancipación Nacional (JAEN), qui travaille étroitement avec les Montoneros. Galimberti et Francesco Licastro deviennent ainsi les représentants officiels de la Jeunesse péroniste, mouvement de masse qui obtient ainsi sa consécration officielle comme « quatrième branche » du péronisme, aux côtés des syndicats ouvriers, des politiques et de la branche féminine. Par cette nomination, le général manifeste son soutien aux « formations spéciales » du péronisme engagées dans l'action directe (Forces armées péronistes, Forces armées révolutionnaires, Montoneros, etc.) ,. Encourageant l'agitation sociale, il se pose en même temps comme seul capable de pacifier le pays.[pas clair] en répondant aux différentes aspirations et en se plaçant au centre de l'échiquier politique, face à un régime discrédité, tandis que le cycle manifestation-répression-émeutes-répression légitime l'usage de la violence chez de nombreuses couches de la population. La « Tendance révolutionnaire », quant à elle, parie sur le retour du général pour instaurer les conditions révolutionnaires de transformation sociale en provoquant la levée en masse de la population.
Pensant faire fondre le mythe au contact du réel, Lanusse autorise soudain, le 7 juillet 1972, Perón à rentrer en Argentine. Ce dernier arrive à l'aéroport d'Ezeiza (province de Buenos Aires) le 17 novembre 1972, le pouvoir ayant renforcé l'état de siège pour la circonstance afin d'éviter tout soulèvement populaire. 35 000 soldats sont ainsi présents à Ezeiza pour empêcher la foule de s'y rassembler, avec 150 snipers de la police fédérale aux points stratégiques de l'aéroport . De la CGT aux Forces armées à La Opinión, le quotidien de centre-gauche de Jacobo Timerman, on espère alors, avec le retour du général, la fin des conflits qui déchirent l'Argentine depuis 1955 et l'ouverture d'un nouveau cycle historique. Seule une délégation de 300 personnes est autorisée à accueillir le « Conducteur » , bien que 30 000 militants péronistes tentèrent de franchir les barrages.
À son retour, Perón reçoit pendant 28 jours, chez lui à Vicente Lopez, les principaux acteurs de l'époque, tentant de constituer un vaste front électoral qui donnera naissance au FREJULI (Front justicialiste pour la libération) . La dictature maintient son veto sur la candidature de Perón en introduisant une clause ad hoc de résidence. Celui-ci choisit alors son délégué Héctor Cámpora pour le représenter, avec Vicente Solano Lima (du Parti conservateur populaire) comme colistier : le mot d'ordre péroniste est alors « Cámpora au gouvernement, Perón au pouvoir ! » Le 18 novembre 1972, près de 100 000 personnes, en majorité des membres des Jeunesses péronistes, défilent autour de la maison du général.

## Chronologie de l'histoire argentine (1966-1973)
- 28 juin 1966 : coup d'État militaire qui renverse Arturo Illia et inaugure la « Révolution argentine ».
- 29 juillet 1966 : loi no 16 912 mettant fin à l'autonomie universitaire, ce qui provoque une contestation étudiante, réprimée lors de la nuit des Longs Bâtons (es).
- 12 septembre 1966 : l'étudiant Santiago Pampillón (es), blessé par balles par la police lors de manifestations contre la répression universitaire, décède des suites de ses blessures.
- 18 octobre 1966 : loi no 16 940, « Idéologie communiste: communication postale ».
- 3 janvier 1967 : remaniement ministériel.
- 12 janvier 1967 : mort de la syndicaliste Hilda Guerrero de Molina (es) (CGT-FOTIA, syndicat du sucre), tuée par la police lors de manifestations contre la fermeture des usines de canne à sucre dans la province de Tucumán.
- août 1967 : loi no 17 401, « Communisme: règles de la répression ».
- mai 1968 : le général Onganía rénove l'état-major de l'armée.
- août 1968 : congrès clandestin créateur de la « Tendance révolutionnaire du péronisme », en présence de Gustavo Rearte, Sabino Navarro (es), Jorge Di Pasquale (es), Miguel Lizazo, John William Cooke, le maire Bernardo Alberte, etc. Celle-ci inaugure l'affrontement frontal avec la dictature, luttant pour le retour du général Perón et l'instauration du « socialisme national ».
- septembre 1968 : foco éphémère des Forces armées péronistes à Taco Ralo (province de Tucumán).
- 1968 : fondation de la CGTA de Raimundo Ongaro, qui s'oppose à toute négociation avec la dictature.
- 15 mai 1969 : assassinat de l'étudiant Juan José Cabral (es), tué par la police. Correntinazo.
- 16 au 22 mai 1969 : premier Rosariazo. L'étudiant Adolfo Ramón Bello (es) est tué par la police le 17, suivi le 21 par Luis Norberto Blanco (es) (15 ans).
- 29 mai 1969 : Cordobazo, premier d'une série de soulèvements urbains, déclenché après l'assassinat par la police du syndicaliste Máximo Mena (es), tué lors d'une grève générale à Córdoba.
- 19 juin 1969-1er juillet 1969 : visite de Nelson Rockefeller en Argentine.
- 30 juin 1969 : assassinat du syndicaliste Augusto Vandor, chef de l'UOM (fédération métallurgiste de la CGT).
- Fin 1969 : Choconazo
- 6 janvier 1970 : attaque du commissariat de Villa Piolín des FAP, première action depuis Taco Ralo (sans victimes).
- février 1970 : institution du Conseil national de la radio et de la télévision (CONART) pour censurer les médias.
- mars 1970 : enlèvement du consul du Paraguay. Première action publique des Forces armées de libération (FAL).
- 29 mai 1970 : enlèvement du général Pedro Eugenio Aramburu, ex-dirigeant de la « Révolution libératrice ».
- 8 juin 1970 : la junte destitue le général Juan C. Onganía.
- 15 juin 1970 : les Montoneros, groupe inconnu, revendique l'enlèvement et l'exécution d'Aramburu, jugé coupable de trahison à la patrie, d'avoir assassiné le général José León Suarez en 1955 et plusieurs autres militants péronistes, d'avoir fait disparaître le cadavre d'Evita Perón, d'avoir été « l'instrument de l'oligarchie pour empêcher tout changement de l'ordre social vers le sentiment d'une justice strictement chrétienne », et annoncent qu'ils ne restitueront son cadavre qu'en échange d'Evita, enterrée clandestinement en Italie.
- 18 juin 1970 : le général Roberto M. Levingston est déclaré président par la junte.
- 1er juillet 1970 : attaque de La Calera (province de Córdoba), revendiquée par les Montoneros, qui désarment les policiers du commissariat, leur font chanter la marche péroniste, puis les enferment dans les cellules du poste (cette action ne donne lieu à aucun affrontement armé). Plusieurs militants, dont des fondateurs, seront arrêtés et/ou blessés à la suite de cette action[16].
- 6 juillet 1970 : arrestation du Montonero Mario Firmenich, d'un journaliste et d'Alberto Carbone, curé du Mouvement des prêtres pour le Tiers-monde.
- 30 juillet 1970 : attaque de Garín (province de Buenos Aires), dirigée par Carlos Olmedo. Première action revendiquée par les FAR. L'opération est modelée sur la prise de Pando (octobre 1969) des Tupamaros uruguayens. Aucun mort.
- 27 août 1970 : assassinat du syndicaliste « participationniste » José Alonso.
- 7 septembre 1970 : Fernando Abal Medina, fondateur des Montoneros, est abattu par la police. Son enterrement rassemble aussi bien des péronistes que des nationalistes (dont le Mouvement nationaliste tacuara, les Forces armées péronistes, l'intellectuel Arturo Jauretche, etc.). Les prêtres Carlos Mugica et Hernán Benítez, qui célèbrent les funérailles, sont arrêtés pour « incitation à la violence ».
- novembre 1970 : alliance du radicalisme et du péronisme au sein de l'« Heure du peuple », qui réclame la tenue d'élections.
- 10 au 14 novembre 1970 : Tucumanazo. La répression est menée par le général Jorge Rafael Videla.
- 16 novembre 1970 : début du procès des Montoneros accusés d'avoir enlevé Aramburu, utilisé comme tribune par les péronistes (dont l'avocat Eduardo Luis Duhalde) contre la dictature.
- 12 mars 1971 : Viborazo (ou second Cordobazo): la section locale de la CGT convoque une grève générale contre la nomination du gouverneur Camilo Uriburu, qui se transforme en soulèvement et provoque la démission immédiate d'Uriburu.
- 22 mars 1971 : le général Levingston est remplacé à la tête de la junte par Alejandro A. Lanusse, déclaré président.
- 1er mai 1971 : le général Lanusse déclare l'ouverture du « Grand Accord National » visant à trouver une issue électorale au régime. Le radical Arturo Mor Roig devient ministre de l'Intérieur.
- 1er juillet 1971 : loi organique sur les partis politiques, qui inaugure le processus de « normalisation » des partis, d'une durée d'un an, à l'issue de laquelle ceux-ci pourraient devenir légaux.
- 29 septembre 1971 : grève générale de la CGT, convoquée à l'initiative du général Juan Perón.
- 8 novembre 1971 : fusillade de la rue Chile. Affrontement armé entre la droite et la gauche péroniste.
- 27 novembre 1971 : après avoir remplacé son délégué personnel Jorge Daniel Paladino par Héctor J. Cámpora, Perón modifie la composition du Conseil national du justicialisme en y faisant rentrer les représentants de la Jeunesse péroniste, promue « quatrième branche » du mouvement.
- 6 décembre 1971 : mort de l'étudiante Silvia Filler, tuée à Mar del Plata par la Concentración Nacional Universitaria (CNU), un groupe d'extrême-droite.
- 4 avril 1972 : Mendozazo, qui provoque la démission du gouverneur Francisco Gabrielli.
- juin 1972: création de la Juventud Peronista de las Regionales (JUR), dirigée par Rodolfo Galimberti, nommé en novembre 1971 à la tête du Conseil national justicialiste. Unification relative des mouvements de la Jeunesse péroniste, à laquelle s'intègrent les Montoneros, les FAR et les Descamisados. La JUR lance le mot d'ordre de « guerre révolutionnaire » contre la dictature.
- 7 juillet 1972 : le général Lanusse autorise Perón à rentrer en Argentine.
- 22 août 1972 : massacre de Trelew après l'évasion de 110 prisonniers politiques de la prison de haute sécurité de Rawson (Patagonie).
- 7 novembre 1972 : le général Perón annonce son retour imminent, prévu le 17. Il lui est toujours interdit de se présenter aux élections en vertu d'une clause de résidence.
- 11 et 12 novembre 1972 : Congrès national à Santa Fe de la JP-Régionales (branche politique des Montoneros), sous la consigne « gagner la rue pour Perón » [4].
- 17 novembre 1972 : Retour de Perón. L'armée n'autorise qu'une délégation de 300 personnes à venir l'accueillir [4].
- 11 mars 1973 : élections générales triomphalement remportées par le Parti justicialiste, réuni dans la coalition FREJULI (Front justicialiste de libération), Héctor J. Cámpora étant élu président avec plus de 49,5 % des suffrages, avec Vicente Solano Lima comme vice-président.
- 25 mai 1973 : Héctor J. Cámpora est investi président. Fin de la « Révolution argentine ».
- 20 juin 1973 : massacre d'Ezeiza le jour du retour définitif du général Perón en Argentine. Rupture entre la gauche et la droite péroniste.
- 13 juillet 1973 : Cámpora et Solano Lima démissionnent, le général Perón leur ayant retiré sa confiance. Le président de la Chambre des députés Raúl A. Lastiri assume l'intérim, excluant le ministre de l'Intérieur Esteban Righi et le ministre des Affaires étrangères Juan Carlos Puig du gouvernement.
- 23 septembre 1973 : élection présidentielle. Le ticket Juan Perón-Isabel Perón remporte près de 62 % des voix contre les radicaux Ricardo Balbín-Fernando de la Rúa (21 %).
- 1er juillet 1974 : mort du général Perón, remplacé par Isabel Perón.
- 24 mars 1976 : nouveau coup d'État militaire, mené par le commandant-en-chef de l'armée, Jorge Videla.

## Wikisource
- Acta de la Revolución Argentina du 28 juin 1966.
- Statut de la Révolution argentine